# Spoorlijn 46
Spoorlijn 46 was een Belgische spoorlijn die Lommersweiler met Bleialf (in Duitsland) verbond. Het Belgische gedeelte van de lijn was 2,9 km lang. Het Duitse gedeelte was als spoorlijn 3101 onder beheer van DB Netze.

## Geschiedenis
Op 1 oktober 1888 werd de spoorlijn geopend door de Pruisische Staatsspoorwegen als onderdeel van de spoorlijn tussen Sankt Vith en Prüm. Na de Eerste Wereldoorlog werd de streek en dus ook de spoorlijn eigendom van België. Tijdens de Tweede Wereldoorlog werd de spoorlijn vernield, maar op 15 mei 1949 werd de spoorlijn terug opengesteld voor reizigersverkeer tussen Lommersweiler en Steinebrück. Goederenvervoer ging verder tot Bleialf in Duitsland en werd geëxploiteerd door de DB.
Op 18 mei 1952 werd het reizigersverkeer opgeheven, en in 1954 reed de laatste goederentrein. In 1960 werd de spoorlijn opgebroken.

## Aansluitingen
In de volgende plaatsen was er een aansluiting op de volgende spoorlijnen:
Lommersweiler
Spoorlijn 47 tussen Sankt-Vith en Troisvierges
Pronsfeld
DB 3100, spoorlijn tussen Gerolstein en Pronsfeld
DB 3102, spoorlijn tussen Pronsfeld en Neuerburg
DB 3103, spoorlijn tussen Pronsfeld en Waxweiler